# Luigi Ademollo

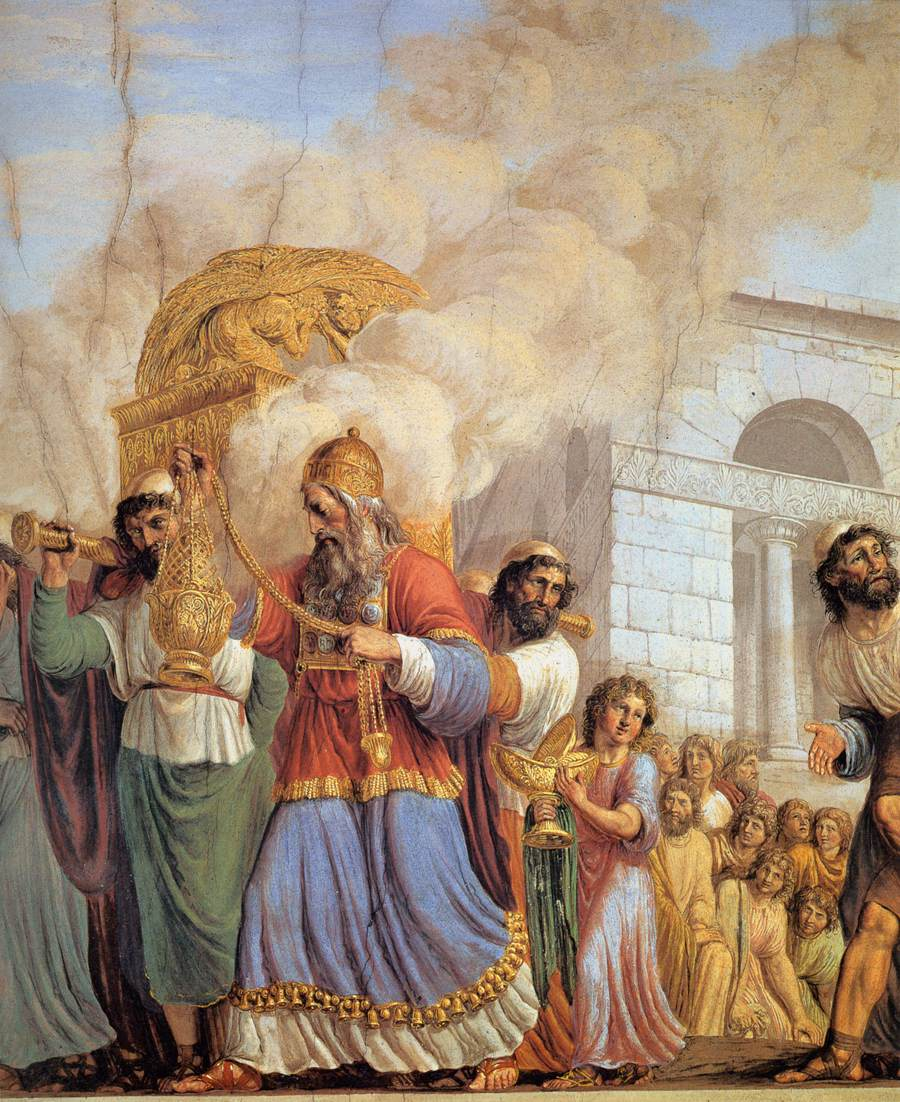
Vervoer van de Ark van het Verbond, 1816, Palazzo Pitti, Florence

Luigi Ademollo (Milaan, 30 april 1764 – Florence, 11 februari 1841) was een Italiaanse kunstschilder aquarellist en etser. Hij was een van de belangrijke kunstenaars van het Italiaanse neoclassicisme.

## Biografie
Hij studeerde aan de Brera Academie in Milaan bij Giuliano Traballesi, Giocondo Albertolli en Giuseppe Piermarini. Hij verliet Milaan in 1783 en verbleef en werkte een tijd in Florence en Rome. In Rome frequenteerde hij de “Accademia de’ Pensieri”, geleid door Felice Gianivan, van 1787 tot 1793, waar Luigi Sabatelli, Pietro Benvenuti en Giuseppe Bossi ook studeerden.
In 1789 vestigde hij zich in Florence waar hij de opdracht had gekregen voor de decoratie van het Teatro della Pergola en benoemd was tot professor aan de Accademia di Belle Arti di Firenze. Daarna bleef hij pendelen tussen Florence en Rome, waar hij in 1792 in het huwelijk trad met Margherita Cimballi uit Ferrara. Het echtpaar had meerdere kinderen, onder wie ook Agostino Ademollo, een schrijver en historicus.
In Florence werkte hij in het Palazzo Pitti aan de decoratie van de kapel en in verschillende zalen. Hij werkte ook in de Basilica della Santissima Annunziata, in het Pucci en het Capponi paleis. Hij werkte ook voor kerken in Bergamo, Brescia, Lucca, Livorno, Pisa en Siena en in Arezzo schilderde hij fresco’s met scènes uit het Oude- en het Nieuwe Testament.
Luigi Ademollo schilderde vooral fresco's met scènes uit de Bijbel en de evangelies, Homerische gedichten, de Griekse en Romeinse geschiedenis en uit Gerusallemme Liberata van Torquato Tasso en baseerde zich daarvoor op zijn brede literaire en archeologische cultuur. Hetzelfde repertorium vinden we terug in de meer dan vierhonderd etsen die hij vervaardigde.